# یواس‌اس سید (دی‌یی-۲۵۶)
یواس‌اس سید (دی‌یی-۲۵۶) (به انگلیسی: USS Seid (DE-256)) یک کشتی بود که طول آن ۲۸۹ فوت ۵ اینچ (۸۸٫۲۱ متر) بود. این کشتی در سال ۱۹۴۳ ساخته شد.